# Maltignano
Maltignano är en ort och kommun i provinsen Ascoli Piceno i regionen Marche i Italien. Kommunen hade 2 337 invånare (2018).